# Cyathodes
Cyathodes es un género de plantas fanerógamas perteneciente a la familia Ericaceae.  Comprende 37 especies descritas y de estas, solo 3 aceptadas.

## Taxonomía
El género  fue descrito por Jacques Julien Houtton de La Billardière y publicado en Novae Hollandiae Plantarum Specimen 1: 57. 1805. La especie tipo no ha sido designada.

## Especies aceptadas
A continuación se brinda un listado de las especies del género Cyathodes aceptadas hasta febrero de 2014, ordenadas alfabéticamente. Para cada una se indica el nombre binomial seguido del autor, abreviado según las convenciones y usos.
- Cyathodes glauca Labill.
- Cyathodes platystoma C.M.Weiller
- Cyathodes straminea R.Br.